# Auguste Lumière
Pour les articles homonymes, voir Lumière.
Auguste Lumière, né le 19 octobre 1862 à Besançon et mort le 10 avril 1954 à Lyon, est un ingénieur, industriel, biologiste français, pionnier de la médecine humorale et illusionniste. Au cours des années 1894-1895, il participa avec son frère Louis à l'invention d'un appareil de prise de vues photographiques animées et de projection, le Cinématographe, qui rencontra un succès mondial.

## Biographie

### Jeunesse
Auguste Marie Louis Nicolas Lumière est fils de l'industriel, peintre et photographe Antoine Lumière, né le 13 mars 1840 à Ormoy (Haute-Saône), et de Jeanne Joséphine Costille, née le 29 septembre 1841 à Paris. Il eut deux frères et trois sœurs : Louis (1864-1948), Jeanne (1870-1926), Juliette (1874-1924), France (1883-1924) et Édouard (1884-1917).

## Formation
Après huit années passées à Besançon, Auguste déménage avec toute sa famille à Lyon. Il commence sa scolarité comme interne à l'institution Franklin puis entre en 1876 à La Martinière, école hautement réputée à l'époque pour former des scientifiques. Au sortir de La Martinière, Auguste envisagea très sérieusement d'entrer à l'École polytechnique mais la formation qu'il avait reçue ne comportait pas certaines matières dont la connaissance était obligatoire pour passer son baccalauréat et y postuler, telles le latin, la philosophie ou la littérature. Il prépara donc son baccalauréat tout seul, qu'il obtint en juillet 1879, grâce à un précepteur, un certain Perronet, étudiant en médecine. Il suivit ensuite un cycle de mathématiques spéciales au Lycée de Lyon (sic).
Des problèmes de santé obligèrent Auguste à interrompre ses études en 1881.

### Armée
Ainsi libéré de ses études supérieures, Auguste Lumière devance son appel au service militaire et fut incorporé le 11 novembre 1881 au 97e régiment d'infanterie de Chambéry, qu'il quitta un an plus tard, le 12 novembre 1882 avec le grade de sergent. Année sous les drapeaux pendant laquelle il faisait - dit-il - des croquis au crayon entre deux exercices. Ayant accepté de suivre une formation pour devenir officier de réserve, il fut nommé sous-lieutenant, affecté au 22e bataillon de chasseurs alpins, puis gravit quelques échelons pour devenir capitaine honoraire dans l'armée territoriale en 1912. Au titre de la réserve, le capitaine Auguste Lumière eut l'occasion d'organiser pour l'état-major de Lyon un service photographique, ancêtre du service cinématographique des armées (SCA, aujourd'hui ECPAD).
Dès l'entrée en guerre de la France en juillet 1914, Auguste Lumière demande aussitôt à reprendre du service. À la suite de son expérience de clinicien et de chercheur, et en tant qu'ancien administrateur des Hospices civils de Lyon, il est affecté au Service de Santé de l'Hôtel-Dieu, chargé de la gestion du service radiographique, car il en connaissait déjà les équipements. De 1914 à 1918 plus de dix-huit mille radios ont été effectuées, et leurs développements et tirages furent offerts par la Société Lumière. C'est pendant ces années passées à l'Hôtel-Dieu qu'Auguste Lumière énonça les lois de la cicatrisation, qui le conduisirent à inventer un pansement pour le traitement des brûlures qui eut un succès mondial considérable, le Tulle gras Lumière, encore commercialisé aujourd'hui. À partir de 1932, il apporta son aide aux différentes recherches menées par son confrère le docteur Jos Jullien de Joyeuse en Ardèche.

### Mariage et descendance
Auguste Lumière épousa Marguerite Winckler (1874-1963) le 31 août 1893, dont la sœur Rose (1868-1925) avait épousé son frère Louis en février de la même année.
Ils eurent deux enfants, Andrée (1894-1918), que son père filma enfant, et décédée de la grippe espagnole lors de la célèbre pandémie qui fit trente millions de morts de par le monde selon l'Institut Pasteur, et Henri (1897-1971), aviateur et industriel, qui prit la succession de son père et de son oncle peu avant la Seconde Guerre mondiale.

### Carrière

#### Loi des développateurs
1883, c'est l'année de l'entrée dans la vie active, et Auguste Lumière commence tout naturellement à travailler dans la boutique de photographe de son père, avec son frère Louis. De son expérience et de ses recherches, il tirera en 1892 un énoncé de la Loi des développateurs (révélateur photo) :
« Pour qu'une substance de la série aromatique soit un développateur, il faut qu'il y ait, dans un même noyau, deux groupements hydroxylés {\displaystyle OH} ou deux groupements aminés {\displaystyle NH^{2}}, ou un hydroxylé et un aminé, en position ortho ou para. »

#### Invention du Cinématographe
« C'est à la fin de l'été 1894, sur la demande de leur père émerveillé par le Kinétoscope d'Edison », qu'Auguste et Louis se lancent dans la recherche d'un mécanisme permettant de projeter des images photographiques animées devant un public. Lors d'un voyage à Paris en 1894, leur père Antoine avait assisté sur les grands boulevards à une démonstration de l'appareil de visionnement inventé par William Kennedy Laurie Dickson, l'assistant de Thomas Edison pour voir individuellement les premiers films réalisés par Dickson avec la première caméra de cinéma, le kinétographe, utilisant un support souple et résistant inventé par John Carbutt et commercialisée par George Eastman, qu'Edison avait eu l'idée de débiter en bobineaux de 35 mm de large, perforés sur les bords pour assurer l'entraînement intermittent par des rouleaux dentés. « Le cinéma, tel que nous le connaissons aujourd'hui, a commencé avec l'invention du kinétographe et du kinétoscope. Ces deux appareils représentent la première méthode viable de la cinématographie. » Antoine Lumière avait aussi eu l'occasion d'assister à une projection des premiers dessins animés du cinéma, peints directement par Émile Reynaud sur une pellicule de 70 mm de large. Les Lumière étaient persuadés qu'il leur fallait inventer une machine qui couplerait la pellicule photographique perforée du type Edison avec une projection sur grand écran devant un public assemblé, à la manière de Reynaud. Le 26 décembre 1894, un article du Lyon républicain rapporte que « les frères Lumière [...] travaillent actuellement à la construction d’un nouveau kinétographe, non moins remarquable que celui d’Edison et dont les Lyonnais auront sous peu, croyons-nous, la primeur. » Comme on le constate, le kinétographe Edison est encore la référence, puisque, d'un point de vue historique, il est le premier appareil de prise de vues cinématographiques. Mais l'invention des frères lyonnais va le supplanter. Auguste est le premier à développer leur projet avec un mécanicien des usines Lumière, Charles Moisson, et cet essai aboutit à un échec.

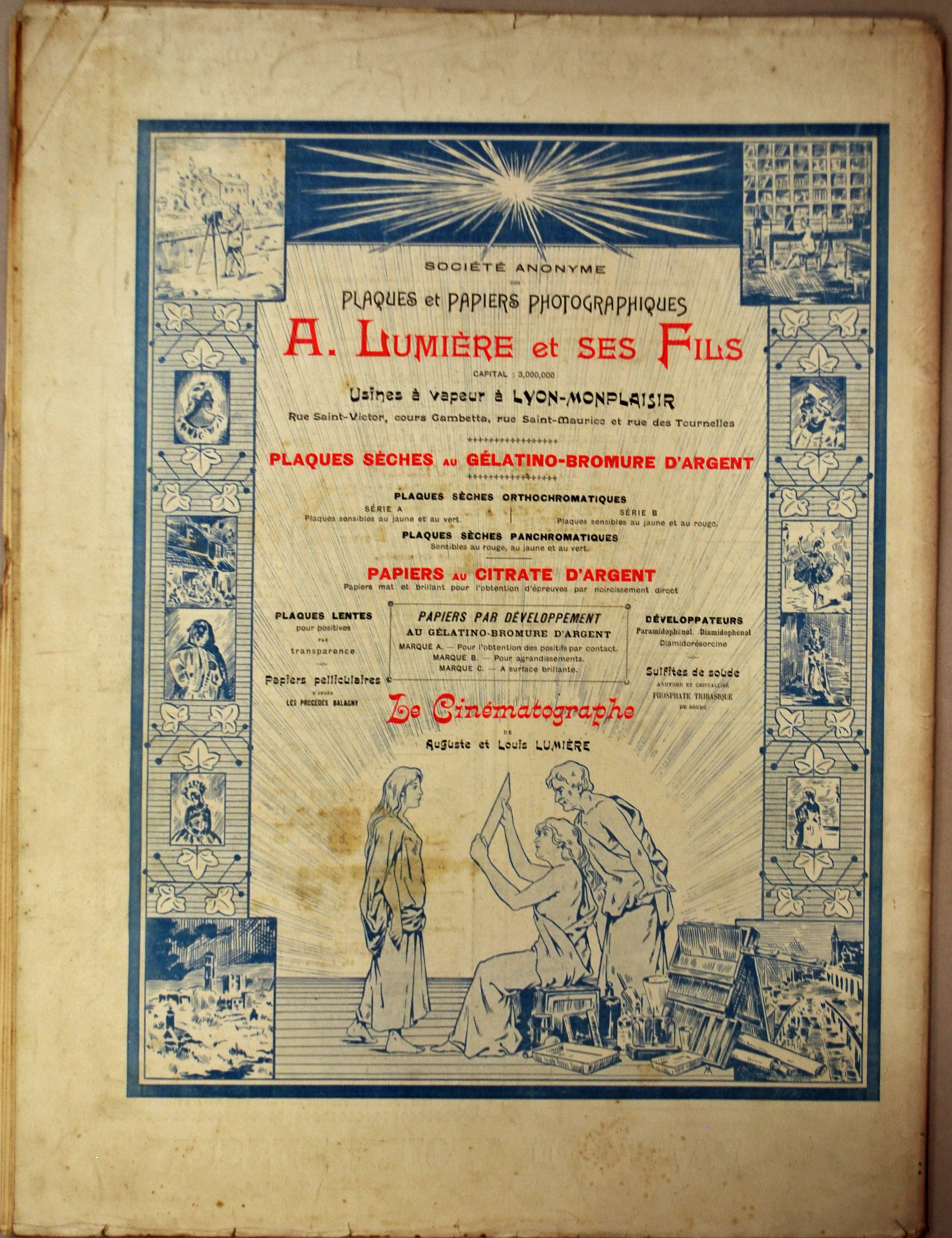
Publicité dans Paris-Noël, 1897

Son frère Louis reprend alors les recherches et, avec l'aide de l'ingénieur parisien Jules Carpentier, qui apporte de nombreuses transformations, il produit une première machine qu'Antoine Lumière veut baptiser « Domitor », mais qui sera finalement désignée sous l'appellation déposée de Cinématographe. Le choix de Jules Carpentier et des deux frères a été de réunir en une seule machine plusieurs fonctions, moyennant quelques accessoires : la prise de vues, la projection sur écran, le tirage des copies. Un triple dispositif que toute personne aisée peut acheter, contrairement au kinétographe, utilisé en exclusivité par Dickson et les opérateurs d'Edison, dont seuls les films déjà tournés sont à vendre avec une machine spécifique pour les visionner individuellement, le kinétoscope (l'utilisation du mot anglais film, qui signifie couche, voile, pour désigner les bobineaux de pellicule impressionnés est due à Edison). Louis va mettre son talent de photographe, hérité de son père, pour réaliser les premiers films Lumière qu'il baptise vues photographiques animées. Auguste apparaît dans plusieurs d'entre elles comme comédien amateur, ou plutôt comme sujet de ces petits reportages en un seul plan d'une cinquantaine de secondes chacun.

Au cours de l'année 1895, des projections privées sont organisées par la famille Lumière pour consulter le monde scientifique, puis c'est la célèbre première projection publique du 28 décembre au Salon indien du Grand Café à Paris, qui ne réunit qu'une poignée de spectateurs, et ensuite c'est le succès phénoménal du cinématographe qui provoque dans le monde l'émergence de nombreuses autres caméras déjà en gestation. 

#### Vocation de biologiste
Comme il le dit lui-même dans son autobiographie, Auguste se désintéresse alors du cinéma (« j'abandonnais le problème à mon frère ») et continue à se poser des questions sur les caractéristiques chimiques des « développateurs », ce qui l'amena à créer un laboratoire de physiologie expérimentale et de pharmacodynamique pour orienter ses découvertes vers la médecine expérimentale. Ce seront les Laboratoires Lumière, construits 45 rue Villon à Lyon, dirigés par lui-même jusqu'au 25 octobre 1940, date à laquelle il passe la présidence de son entreprise à son fils Henri.
Auguste continuera à travailler avec passion jusqu'à sa mort en 1954, recherchant sans cesse des réponses aux Pourquoi de la Science.

### Années de guerre et de collaboration
« Sympathisant du régime de Vichy » selon Alexandre Moatti, « Auguste Lumière, comme son frère, adhère aux idées de la Révolution nationale. C'est pour lui une véritable bouffée d'oxygène : la remise en cause des pouvoirs traditionnels qu'elle implique (?) le séduit. Depuis vingt ans, lui aussi se bat contre le pouvoir établi, celui des académiciens [...] Auguste Lumière, alors âgé de 79 ans, reprend son antienne sur le "martyrologe des novateurs" qui pave l’histoire des grandes découvertes. » C'est alors qu'il publie en particulier Les Fossoyeurs du progrès, les mandarins contre les pionniers de la science, dans lequel il propose une réforme de l'Académie des sciences, sinon sa suppression, qu'il s'agirait de remplacer par un organisme chargé de « soutenir les artisans du progrès et de les protéger contre l’incompréhension et les bassesses de leurs concitoyens. » Moatti s'interroge à ce propos : « [la reconnaissance] que l’Académie d’avant 1940 ne lui a pas accordée, la révolution nationale de Vichy la lui apportera-t-elle ? En ce sens, les dérives idéologiques d’hommes ayant cherché vainement la reconnaissance de leurs travaux scientifiques ne peut-elle s’expliquer par un transfert vers le domaine de l’idéologie politique de leur envahissant besoin de reconnaissance – par exemple à la faveur d’une révolution qui peut favoriser un tel transfert, chez ces esprits déjà échauffés ? »
Nommé en 1941 au conseil municipal de Lyon, il est décoré de l'ordre de la Francisque comme son frère Louis, et fait partie du comité d'honneur de la Légion des volontaires français contre le bolchevisme, aux côtés de Fernand de Brinon, d'Abel Bonnard et d'Alphonse de Chateaubriant,.
Paul Ariès relève à propos de sa participation au conseil municipal vichyste qu'« Auguste [écrit] à [son frère] Louis ne rien comprendre à ce qui se dit au sens propre mais peut-être aussi au sens figuré ».
Son fils Henri Lumière a été résistant.

## Publications de l'après-guerre
Auguste Lumière publia après-guerre un certain nombre d'autres ouvrages :
- Aures habent et non audient, impr. c/o Laboratoires Lumière, 1950
- La Recherche scientifique, Société d'édition d'enseignement supérieur, 1948.
- Tuberculose. Contagion, hérédité, Imprimerie Léon Sézanne, 1930.
- La maladie cette grande inconnue, 1949
- Vérités de demain. Rhumatisme, Inflammation, Tuberculose, Cancer, Syphilis 2e édition	1951
- Le Cancer et le secret de sa genèse, 1953
- Mes travaux et mes jours, La Colombe, 1953

## Créations

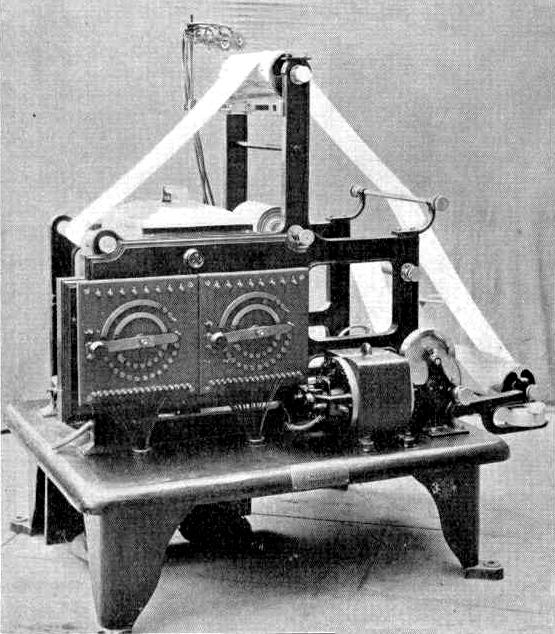
Enregistreur pour inscriptions continues d'analyses médicales inventé par Auguste Lumière en 1900.

Les différents établissements créés par Auguste Lumière ne disposaient pas toujours de tous les équipements nécessaires à leurs activités. C'est ainsi qu'il eut l'occasion d'inventer ou de perfectionner les systèmes suivants :
- un enregistreur Lumière pour inscriptions en continu (ancêtre de l'électroencéphalogramme)
- une pince pour remplacer une main amputée
- un microscope néphélométrique
- un dispositif en verre pour la récolte du plasma sanguin
- un régulateur d'étuves
- un appareil pour ouvrir les mâchoires des gros animaux
- un appareil pour recueillir le sang des petits animaux
- un appareil à contention pour injections dans la jugulaire chez le cobaye
- un appareil à gavage

## Ouvrages et publications
Pour faire connaitre ses travaux et leurs résultats, Auguste Lumière, de 1893 à 1953, a écrit 62 ouvrages fondamentaux et 784 publications scientifiques, dont les principales concernent les domaines suivants (liste et résumé) :

### Anaphylaxie
Énoncé, trente-deux ans après l'expérience de Paul Portier (1866-1962) et Charles Richet (1850-1935) en 1902, de l'explication correcte du phénomène anaphylactique et correction de certaines erreurs,.

### Bactériologie et antisepsie
Réfutation et explications de la théorie des symbiotes de Portier (1919) - Fermentation lactique - Résistance des microorganismes aux températures élevées - Étude sur les milieux de culture favorables au développement du bacille de Koch - L'asepsie.

### Botanique
Les vitamines ne sont pas nécessaires au développement des végétaux - Les feuilles mortes s'opposent à la germination - les fertilisants organiques peuvent être avantageusement remplacés par des sels minéraux.

### Cancer
Découverte de l'origine cicatricielle de la plupart des cancers épithéliaux - Démonstration de l'inexistence d'aucun organisme vivant capable de transmettre le cancer.

### Chimie photographique
Loi des développateurs organiques - Propriétés des sels manganiques - Amélioration des techniques de développement.

### Chimiothérapie
Sur l'emploi du persulfate de soude dans le traitement du tétanos - Les thiodérivés métalliques - Les tartrates borico-potassiques et borico-sodiques - Traitement de l'impétigo - Le collodion.

### Cicatrisation des plaies
1915 : Invention du Tulle gras Lumière
Règles de cicatrisation établies par Lumière [réf. nécessaire]:
- La vitesse de cicatrisation d'une plaie cutanée est constante uniquement dans sa largeur. Dans sa longueur et dans la surface, la cicatrisation est plus rapide au début qu'à la fin.
- 2 plaies ayant 2 surfaces différentes ont tendance à se fermer en même temps.
- L'asepsie (serum physiologique) accélère la cicatrisation (+17 %) vs l'antisepsie mais dans 4 cas sur 17 une infection se développe.
- Le changement de pansement doit être journalier sur une plaie infectée, chaque 2/3 jours sur une plaie non infectée.

### Coagulation sanguine
L'action des sels de zinc - Propriétés anticoagulantes des sels d'or - Propriétés anticoagulantes des produits de pyrogénation de l'acide citrique.

### Colloïdes et médecine humorale
Auguste Lumière a consacré vingt ans de sa carrière de chercheur à peaufiner sa théorie colloïdale qui l'a conduit à publier un livre de 800 pages en 1933. En 1949 il a publié un ouvrage, La maladie, cette grande inconnue, dans lequel il présente en détail les soixante-cinq problèmes scientifiques élucidés par sa théorie des colloïdes et des miscelloïdes. Cette théorie ne sera pas reconnue par la communauté scientifique et médicale. Le rejet de cette théorie par ses maîtres est mal vécu par Auguste Lumière qui exprime son ressenti dans son ouvrage Les Fossoyeurs du progrès : Les mandarins contre les pionniers de la science paru en 1942,.
Ses recherches sur les colloïdes et miscelloïdes l'ont conduit à relancer la théorie humorale chère à Hippocrate, sans succès alors que le médicament essentiel qu'il en a tiré, l'Emgé Lumière en 1920, a été commercialisé jusqu'en 1997. Il semble que la raison de cet antagonisme envers ses découvertes touchant le domaine médical ait été motivé par le fait qu'il n'était pas médecin mais autodidacte, donc obligatoirement incompétent dans ce domaine précis.

### Démographie
Invention de la méthode des statistiques témoins hétérogènes, présentée à l'Académie des Sciences le 17 juillet 1933.

### Hémolyse
Toxicité et pouvoir globulicide - Influence des pressions élevées sur les propriétés hémolytiques des sérums - Hyperleucocytose - Effets des substances hémolytiques non protéiques - Influence du cholestérol sur la résistance globulaire en milieu hypotonique.

### Granulothérapie
L'action des suspensions de carbone dans la circulation sanguine - Influence sur la formule leucocytaire, sur la glycémie et sur la calorification - Résultats indiscutables.

### Pharmacodynamie
Les semi-carbazides et la Cryogénine - Vaccination par voie buccale et entéro-vaccin - Thiodérives métalliques, Allochrysine et Cryptargol -
Procédé de dessiccation instantanée à froid et opozones - Création de nouveaux hypnotiques - L'Hermophényl et les composés organo-métalliques du mercure - L'hyposulfite de magnésium (Emgé Lumière) - Le Tulle gras et les pansements non adhérents.

### Photographie
Découverte de la fonction développatrice - Étude des sels manganatiques, cériques, cobaltiques et vanadiques - Obtention d'images par noircissement direct - Antioxydation des préparations à usage photographique - Autres travaux, ayant donné lieu globalement à la publication d'environ 200 mémoires, la plupart présentés à la Société française de photographie.

### Sérologie et hématologie
Effet des bases et des acides dans l'organisme - Toxicité comparée des sérums - Rôle de l'acide carbonique dans la toxicité des sérums - La leucocytose artificielle - Dosage et titrage de l'alcalinité du sang - Le pH du sang.

### Tétanos
Au sujet des travaux d'Auguste Lumière sur le tétanos, le docteur Paul Vigne, directeur à l'époque du bureau d'hygiène de Lyon et rédacteur en chef de la revue périodique L'Avenir médical, écrit : « Chargé du traitement des tétaniques pendant la guerre de 1914-1918, Auguste Lumière a découvert la curieuse propriété du persulfate de soude qui, utilisé en injections intraveineuses, supprime ou atténue considérablement les crises spasmodiques si douloureuses des malades ».

### Tuberculose
C'est en constatant la non-communication de la tuberculose entre mari et femme qu'Auguste Lumière s'est interrogé en 1910 sur la justesse des conclusions de Robert Koch à la suite de sa découverte du bacille en 1882: « La maladie ne se transmet que par contagion ». Avant Koch, la théorie communément admise était celle de la transmission héréditaire. Auguste Lumière, convaincu du fait qu'il y avait plusieurs cas à distinguer (« Les tout jeunes enfants et les adultes originaires de contrées exemptes de toutes infections ») défendit toute sa vie sa thèse qu'il appela « hérédo-tuberculose », sur laquelle il écrivit six ouvrages de référence et plus de cent mémoires,. Cette théorie s'avéra infondée et fut reprochée à Auguste Lumière.

### Vaccination et immunité
Création de l'entérovaccination par voie buccale - Invention des opozones, principes actifs d'un organe frais destinés à sa regénération, ancêtres des cellules souches.

### Vitamines
L'anorexie du pigeon nourri au riz décortiqué - Influence des vitamines sur le fonctionnement des glandes à sécrétion externe - Influence des vitamines sur le développement des végétaux.

## Apport d'Auguste Lumière

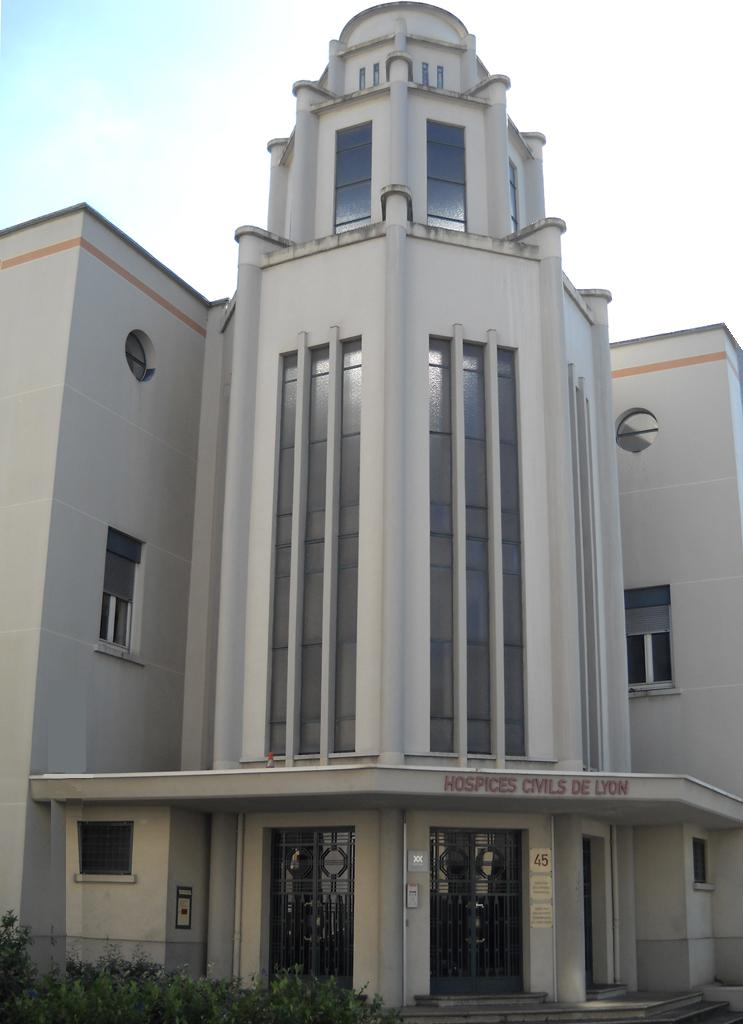
Entrée principale des anciens Laboratoires Lumière à Lyon.

Outre les inventions, signées par contrat tacite avec son frère, de la fameuse plaque photo « sèche » appelée Étiquette bleue qui fit leur fortune en 1885, du Cinématographe en 1895 qui ne leur rapporta financièrement pas grand chose, et de l'autochrome en 1903, qui furent essentiellement le fait de Louis Lumière, Auguste Lumière a surtout contribué au bien commun par ses travaux de biologiste et de clinicien, salués par son admission comme membre correspondant de l'Académie de médecine de Paris en 1919, correspondant de l'Académie des sciences pour la section de médecine et chirurgie en 1928 et son admission, avec son frère, à l'Académie des sciences, belles-lettres et arts de Lyon.
Pour développer ses recherches à la suite de la découverte des lois des développateurs (révélateur photo), Auguste Lumière décide de créer à Lyon et à ses frais un laboratoire de chimie, un laboratoire de pharmacodynamique et une clinique, le tout inauguré en 1910, complétés par une unité de recherche chimique en 1914. Les affections qui y sont traitées sont principalement l'asthme, les rhumatismes, les dermatoses, les migraines, les affections pulmonaires, gastrointestinales, rénales et hépatiques, les infections chroniques, la furonculose, l'œdème de Quincke, les états anémiques et asthéniques, et l'hypertension.
Mais ses apports probablement les plus importants furent le fruit de ses études sur la cicatrisation, qui le conduisirent à la production du Tulle gras Lumière, et de ses recherches couronnées de succès sur la médecine humorale chère à Hippocrate, succès qui lui permirent de mettre sur le marché l'Emgé Lumière en 1920, médicament finalement retiré en 1997, soit après 77 ans de commercialisation et de prescription.
Il rencontra un succès beaucoup plus discuté avec sa théorie de la non contagion de la tuberculose, pour laquelle il soutint toute sa vie la thèse héréditaire "dans la plupart des cas", théorie développée - preuves statistiques à l'appui - dans six ouvrages et cent-soixante mémoires,.

## Distinctions et hommages[56]

### Titres
- Membre correspondant de l'Académie des sciences, section de médecine et chirurgie
- Membre correspondant de l'Académie de médecine de Paris
- Membre de l'Académie des sciences, belles-lettres et arts de Lyon
- Membre correspondant de l'Académie de médecine de Madrid
- Membre correspondant de l'Académie de médecine de Rio de Janeiro
- Docteur honoris causa de l'université de Berne
- Conseiller honoraire du Commerce extérieur de la France
- Correspondant du Ministère de l'Instruction publique
- Membre du Comité des travaux historiques et scientifiques
- Membre du jury des expositions de Lyon en 1894, Milan en 1894, Bordeaux en 1895, Bruxelles en 1897, Rouen en 1897, Rome en 1897 et Lyon en 1908
- Président de l'Exposition internationale d'hygiène de Lyon en 1914
- Vice-président de la Société française d'hygiène de Paris
- Vice-président de la Société d'hématologie de Paris
- Délégué cantonal de la ville de Lyon

### Décorations
- Grand officier de la Légion d'honneur (1935)[57]
- Officier d'académie
- Médaille d'honneur des épidémies (vermeil)
- Grand Croix de l'Ordre royal de Saint-Sava (Serbie)
- Commandeur de l'ordre du Nichan Iftikhar (Tunisie)
- Officier de l'ordre de la Couronne d'Italie

- Officier de l'Ordre du Médjidié (Empire ottoman)
- Officier de l'Ordre royal du Cambodge
- Officier de l'Ordre impérial du Dragon d'Annam (Kim-Khanh, 1re classe, Vietnam)
- Chevalier de l'ordre des Saints-Maurice-et-Lazare (Maison de Savoie - Italie)
- Médaille du Roi Norodom
- Ordre de la Francisque[58],[59],[60].

### Récompenses
- Grand Prix du Marquis d'Argenteuil de la Société d'encouragement pour l'industrie nationale
- Grande médaille d'or du Touring club de France
- Médaille Péligot de la Société française de photographie
- Médaille Elliot Cresson du Franklin Institute de Philadelphie
- Médaille du Progrès de la Royal Photographic Society de Londres
- Médaille d'or de la Photographische Gesellschaft de Vienne (Autriche)
- Médaille d'or de la Société industrielle de Rouen
- Prix Lebrun (médaille de Vermeil) de l'Académie de Lyon
- Grande médaille d'or de la Société d'encouragement au progrès
- Médaille d'or de la Société de chimie industrielle

## Écrits d'Auguste Lumière
- Les développateurs organiques en photographie, Gauthier-Villars, Paris, en collaboration avec Louis Lumière, 1893
- Le Psittacisme, 1900
- Les semicarbazides et leurs propriétés pharmacodynamiques, Éd. Waltener, Lyon, en collaboration avec Louis Lumière et Jean Chevrotier, 1903
- Résumé des travaux scientifiques de MM. Auguste et Louis Lumière, 1914
- Le mythe des symbiotes, Masson, Paris, 1919
- La théorie colloïdale de la biologie et de la pathologie, Chiron, Paris, 1922
- Le rôle des colloïdes chez les êtres vivants, Masson, Paris, 1922
- Les lois de la cicatrisation des plaies cutanées, Masson, Paris, 1922
- Le problème de l'anaphylaxie, O. Douin, Paris, 1924
- Théorie colloïdale de la vie et de la maladie, Sézanne, Lyon, 1925
- La vie, la maladie et la mort, phénomènes colloïdaux, Masson, Paris, 1928
- Le Cancer, maladie des cicatrices, Masson, Paris, 1929
- Les Modalités de la floculation des colloïdes, 1930
- Tuberculose, Contagion, Hérédité, Sézanne, Lyon, 1930
- Tuberculose, Contagion, Hérédité, Desvignes, Lyon, 2e édition revue et augmentée, 1931
- Immunité humorale acquise et floculation. Complexité du problème de l'immunité, ses modalités, 1932
- L'anaphylaxie, Baillère et fils, Paris, 1932
- Quelques travaux complémentaires relatifs à la propagation de la tuberculose, Sézanne, Lyon, 1932
- Sénilité et Rajeunissement, Baillère et fils, Paris, 1932
- Colloïdes et micelloïdes, Éd. Norbert Maloine, Paris, 1933
- Quelques travaux complémentaires relatifs à la propagation de la tuberculose, Sézanne, Lyon, 2e édition (compléments), 1933
- À propos de la contagion tuberculeuse. Réponse aux questions de M. Gismondi, 1934
- Effets physiologiques des rayons solaires, Sézanne, Lyon, 1934
- La tuberculose est-elle réellement contagieuse ? Réponse à M. Giusto Carbognin, 1934
- Quelques travaux complémentaires relatifs à la propagation de la tuberculose, Sézanne, Lyon, 3e et 4e éditions (compléments), 1934
- Répertoire des désignations patronymiques des principaux syndromes, affections ou caractères et techniques séméiologiques, Sézanne, Lyon, 1934
- Hérédo-tuberculose, Sézanne, Lyon, 1935
- La renaissance de la médecine humorale, Sézanne, Lyon, 1935
- Notice sur mes titres et travaux, 1935
- La renaissance de la médecine humorale, Sézanne, Lyon, 2e édition, 1937
- Le problème mystérieux des hérédités et l'hérédo-tuberculose, Sézanne, Lyon, 1937
- Les horizons de la médecine, Albin Michel, coll. « Sciences d'aujourd'hui », Paris, 1937
- L'asthme. Sa pathogénie et son traitement, Sézanne, Lyon, 1937
- Quelques travaux complémentaires relatifs à la propagation de la tuberculose, Sézanne, Lyon, 5e édition (compléments), 1937
- Quelques travaux complémentaires relatifs à la propagation de la tuberculose, Sézanne, Lyon, 6e édition (compléments), 1938
- Quelques travaux complémentaires relatifs à la propagation de la tuberculose, Sézanne, Lyon, 7e édition (compléments), 1939
- Ressources ignorées ou négligées d'une thérapeutique générale préventive et curative, 1939
- À propos de l'absorption des sels d'or | Auguste Lumière et A. Léonet, 1940
- Quelques travaux complémentaires relatifs à la propagation de la tuberculose, Sézanne, Lyon, 8e édition (compléments), 1940
- Quelques travaux relatifs à la thérapeutique de guerre, 1940
- Les Fossoyeurs du progrès, les mandarins contre les pionniers de la science, Sézanne, Lyon, 1941
- Les slogans de la médecine, Sézanne, Lyon, 1941
- Quelques travaux complémentaires relatifs à la propagation de la tuberculose, Sézanne, Lyon, 9e édition (compléments), 1941
- Considérations sur le rhumatisme chronique et son traitement, Sézanne, Lyon, 1942
- La Frénésie sportive et l'usure du cœur, 1943
- Les lois de la pathologie générale et les doctrinaires malfaisants, 1943
- L'hygiène du cœur, 1943
- L'urticaire, 1943
- Nomenclature des principaux travaux scientifiques, 1943
- Vérités de demain. Rhumatisme, Inflammation, Tuberculose, Cancer, Syphilis, 1943
- L'homme et ses maladies, 1944
- Notre campagne contre le contagionnisme, son histoire et ses résultats, 1944
- La mare stagnante de l'anaphylaxie, 1945
- Résultats des traitements humoraux de mille sept cent dix cas d'asthme, 1945
- La tuberculose, maladie congénitale, Paris, Albin Michel, coll. « Sciences d'aujourd'hui », 1946
- La maladie, cette grande inconnue, 1949
- Vérités de demain. Rhumatisme, Inflammation, Tuberculose, Cancer, Syphilis 2e édition, 1951
- Le Cancer et le secret de sa genèse, 1953
- Mes travaux et mes jours, Éditions du Vieux colombier, Paris, 1953 (réédition en 2023[61])

## Dans la fiction
Dans le film Chocolat (2016), son rôle est joué par Denis Podalydès.